# Galaxis
Pour plus de détails, voir Fiche technique et Distribution.
Galaxis  (aussi connu sous le nom de Terminal Force et Star Force) est un film de  science-fiction américain réalisé par William Mesa sorti en 1995, mettant en vedette Brigitte Nielsen.

## Synopsis
Ladera, une guerrière, tente de sauver sa planète menacée par le tyran Kyla. Ce dernier recherche activement le cristal qui lui donnerait une puissance infinie. L'artéfact se trouve sur Terre, entre les mains de Jed Sanders, un archéologue.

## Fiche technique
- Réalisation : William Mesa
- Scénario : Nick Davis
- Photographie : Robert C. New
- Musique originale : Christopher L. Stone
- Producteurs : William Mesa, Patrick D. Choi, Nile Niami, Barry L. Collier
- Société de production : Prism Pictures
- Durée : 91 minutes

## Distribution
- Brigitte Nielsen : Ladera
- Richard Moll : Kyla
- John H. Brennan : Jed Sanders
- Fred Asparagus : Victor Menendez
- Michael Paul Chan : Manny Hopkins
- Roger Aaron Brown : Detective Carter
- Cindy Morgan : Detective Kelly
- Alan Fudge : Le chef de police
- Sam Raimi : L'officier nerveux
- Craig Fairbrass : Lord Tarkin
- John Romualdi : Un soldat
- Russ Fega : Un officier
- Kristin Bauer : Le commandant
- Steve Garrett : Un soldat
- Arthur Mesa : L'enfant robot
- Louisa Moritz : La femme du Sharkey's Bar
- Jane Clark : La femme violée
- Joey Gaynor : Stavos, le lieutenant de Victor
- Jeff Rector : Tray
- Christopher Doyle : Seth
- Richard Narita : Raymond
- George Cheung : Eddie
- Nathan Jung : Un homme de main
- Brent Pfaff : Un policier